# Asociación de Críticos de Cine de Los Ángeles
La Asociación de Críticos de Cine de Los Ángeles (Los Angeles Film Critics Association (LAFCA)) es una asociación estadounidense de críticos de cine fundada en 1975. Su membresía comprende críticos de cine de medios impresos y electrónicos basados en Los Ángeles. En diciembre de cada año, la organización vota en los  Premios de la Asociación de Críticos de Cine de Los Ángeles , en honor a los miembros de la industria del cine que se han destacado en sus campos durante el año calendario. Estos premios se presentan cada enero. La LAFCA también rinde homenaje a los veteranos de la industria con su Premio a la mejor carrera cinematográfica y al talento prometedor con su Premio John Guare a la Nueva generación.

## Premios de la asociación
Los Premios LAFCA (LAFCA Awards), al igual que los Globo de Oro, son vistos como un anticipo a los ganadores de los premios Óscar.

### Categorías
- Mejor película
- Mejor director
- Mejor actor
- Mejor actriz
- Mejor actor de reparto
- Mejor actriz de reparto
- Mejor guion
- Mejor película documental
- Mejor película de animación
- Mejor dirección de fotografía
- Mejor música
- Mejor película extranjera
- Premio John Guare a la Nueva generación
- Mejor carrera cinematográfica
- Mención especial